# Ватаци Ніна Борисівна
Ніна Борисівна Ватаци (біл. Ніна Барысаўна Ватацы; 14 травня 1908, Цесіс — 3 серпня 1997) — білоруський бібліограф. Заслужений діяч культури Білоруської РСР (1963).

## Біографія
Закінчила БДУ в 1930. З 1930 працювала в Державній бібліотеці БРСР (з 1945 року — головний бібліограф).

## Наукова діяльність
Друкувалася з 1932 року. Основні роботи з російської літератури і літературознавства. Відшукала і опублікувала невідомі тексти, автографи і фотографії М. Богдановича, склала літературний альбом про його життя і творчість (спільно з О. Лойкою, 1968) і збірник спогадів і біографічних матеріалів «Шлях поета» (1975), бібліографічний покажчик творів, автографів і критичної літератури «Максим Богданович» (1977).